# والس اکسیدنتال
والس اکسیدنتال (به اسپانیایی: Vallés Occidental) یک منطقهٔ مسکونی در اسپانیا است که در استان بارسلون واقع شده‌است. والس اکسیدنتال ۵۸۳٫۱ کیلومتر مربع مساحت و ۸۹۹٬۵۳۲ نفر جمعیت دارد.